# Homoeocera trizona
Homoeocera trizona là một loài bướm đêm thuộc phân họ Arctiinae, họ Erebidae.